# Anthurium solomonii
Anthurium solomonii är en kallaväxtart som beskrevs av Thomas Bernard Croat. Anthurium solomonii ingår i släktet Anthurium och familjen kallaväxter. Inga underarter finns listade.